# Фунікулер Рігіблік
47°23′09″ пн. ш. 8°32′56″ сх. д. / 47.385891° пн. ш. 8.548929° сх. д.
Фунікулер Рігіблік (нім. Seilbahn Rigiblick) — фунікулер на північному сході міста Цюрих, Швейцарія.
Сполучає нижню станцію, яку обслуговують маршрути Цюрихського трамваю 9 і 10, і маршрут Цюрихського тролейбусу 33, з верхньою станцією біля театру Рігіблік на пагорбі Цюрихберг
.

## Історія
Лінію відкрито 4 квітня 1901 року.
На початку 1950-х років її відремонтували, замінивши оригінальні дерев'яні вагони на металеві у червоній лівреї.
Подальша реконструкція наприкінці 1970-х років призвела до розширення на 80 м у верхньому кінці лінії та заміну рухомого складу на сучасні вагони у синьо-білій лівреї.

## Операції
Лінія є під орудою Verkehrsbetriebe Zürich (VBZ), муніципального транспортного оператора міста Цюрих, і перевозить близько 600 000 пасажирів на рік. Має параметри:

| Кількість вагонів     | 2                         |
| Кількість зупинок     | 5 (2 кінцеві, 3 проміжні) |
| Конфігурація          | Одноколійна з роз'їздами  |
| Режим роботи          | Автоматичний              |
| Довжина               | 385 м                     |
| Підйом                | 94 м                      |
| Середній градієнт     | 25.3 %                    |
| Максимальний градієнт | 36 %                      |
| Ширина колії          | 1000 мм                   |
| Пасажиромісткість     | 30 пасажирів у вагоні     |
| Максимальна швидкість | 5 м/с                     |
| Час подорожі          | 2 хвилини (без зупинок)   |
| Інтервал              | Що 6 хвилин               |